# Moutiers (Ille-et-Vilaine)
Moutiers is een gemeente in het Franse departement Ille-et-Vilaine (regio Bretagne). De plaats maakt deel uit van het arrondissement Fougères-Vitré. Moutiers telde op 1 januari 2022 905 inwoners.

## Geografie
De oppervlakte van Moutiers bedroeg op 1 januari 2022 17,64 vierkante kilometer; de bevolkingsdichtheid was toen 51,3 inwoners per km².

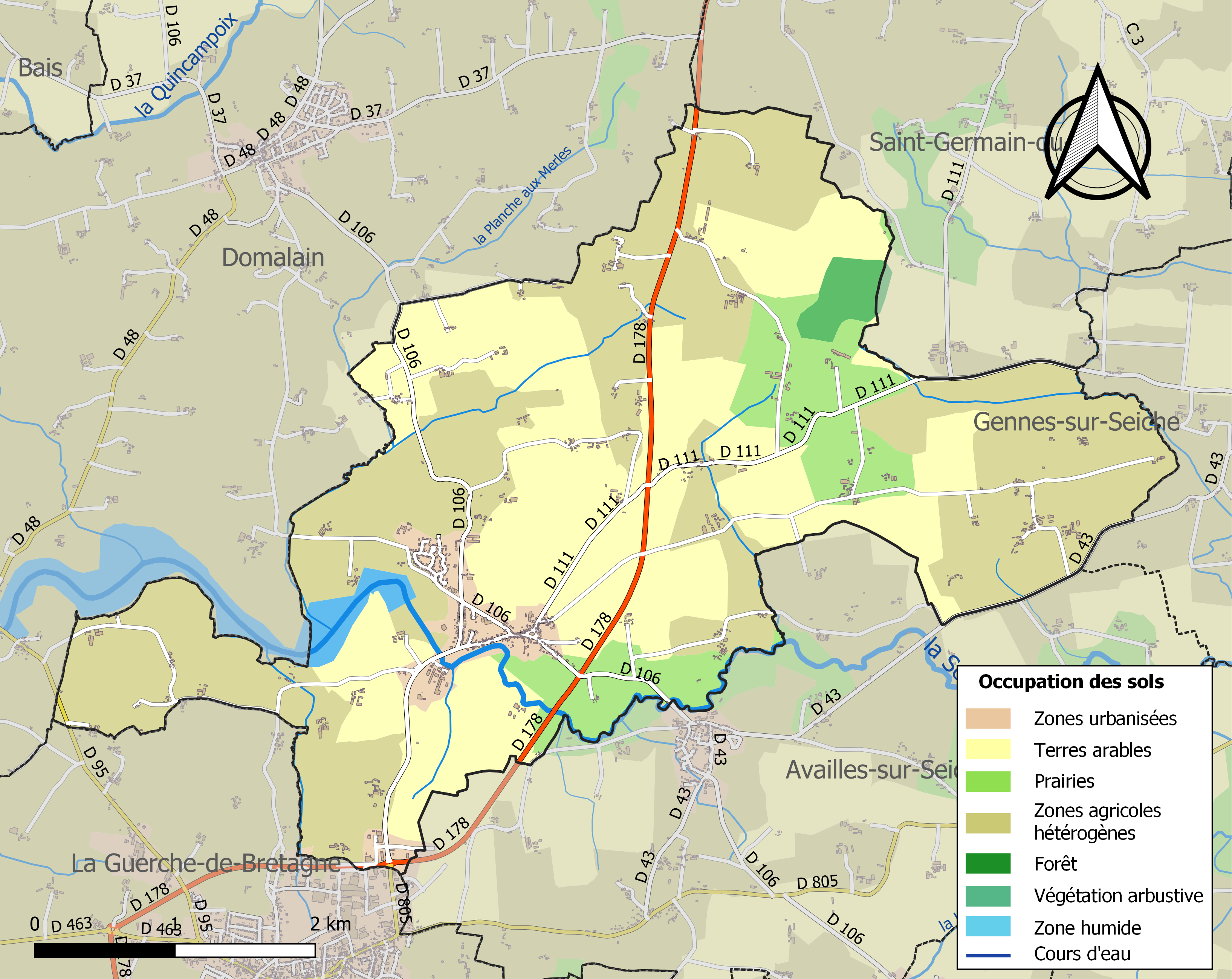
Kaart van de gemeente met belangrijkste infrastructuur, bodemgebruik en omliggende gemeenten

## Demografie
Onderstaande figuur toont het verloop van het inwonertal (bron: INSEE-tellingen).